# 女友總是伴身旁
《女友總是伴身旁》是戲畫在2012年9月28日發售的戀愛冒險類型成人遊戲，後來在2014年發售PlayStation Vita版和PlayStation 4版，2022年11月24日發售任天堂Switch版。

## 故事
剛轉學到志鳳院學園的瀬田祐人，在偶然間與櫻井柚季見到別人告白成為情侶後，兩人便想成為現充而開始練習，後來與其他少女們來到為此目的而成立的「改革社」。

## 角色

### 主要角色
瀬田祐人
本作的男主角。志鳳院學園2年級學生。
櫻井柚季（聲優：夏野こおり）
生日：4月19日，血型：A型，三圍：B83（C）/W55/H84
祐人的同學。由於很少與人接觸，因此有「鐵城」（鉄の城）稱呼。
成瀨茉菜美（聲優：鮎川守）
生日：1月10日，血型：O型，三圍：B92（E）/W56/H90
祐人的同學，母親是義大利人。由於髮色和穿著關係常被別人誤為是不良少女。
深山遥香（聲優：ひなき藍）
生日：3月29日，血型：AB型，三圍：B84（C）/W56/H86
祐人的學姊，學生會會長。表面上是優秀模範學生但卻有不為人知的另一面。
上代碧（聲優：雪村とあ）
生日：12月31日，血型：O型，三圍：B88（D）/W58/H89
祐人的學姊，茶道社的社長，出身名家並且也是暗中喜歡動漫的同人作家。
深山紅葉（聲優：姫川あいり）
生日：9月26日，血型：B型，三圍：B77（B）/W54/H78
遥香的妹妹，祐人的學妹。有時會裝扮哥德蘿莉等中二病的行為。

### 其他角色
敷波真澄（聲優：手塚りょうこ／立石めぐみ）
祐人的叔母和班級老師，改革社的顧問。
森崎綾香（聲優：篠原ゆみ）
祐人的同學。
美嶋櫻（聲優：ヒマリ）
紅葉的朋友。
結城莉子（聲優：渋谷ひめ／高村優里）
學生會副會長。
橘菫（聲優：大波こなみ／幡宮かのこ）
上代家的侍女。
萬里小路紫子（聲優：幡宮かのこ）
紅葉的朋友。遊戲機版的新增角色。

## 主題曲
片頭曲
作詞、主唱：片霧烈火，作曲、編曲：羽鳥風画
片尾曲
作詞、主唱：theta，作曲、編曲：羽鳥風画

## 評價
《Fami通》1320号的クロスレビュー對PlayStation Vita版給予28/40評分。

## 外部連結
- 官方網站 （页面存档备份，存于）（日語）
- PSV/PS4版官方網站 （页面存档备份，存于）（日語）
- NS版官方網站 （页面存档备份，存于）（日語）